# Kader der deutschen Fußball-Bundesliga 2010/11
Dieser Artikel ist eine Übersicht der Mannschaftskader der Bundesliga-Saison 2010/11.

## Vereine

### Borussia Dortmund
| Kader Saison 2010/11 | Kader Saison 2010/11 | Kader Saison 2010/11                           | Kader Saison 2010/11 | Kader Saison 2010/11 | Kader Saison 2010/11  |
| Nr.                  | Spieler              | Nat.                                           | Geburtsdatum         | beim BVB seit        | letzter Verein        |
| Torhüter             | Torhüter             | Torhüter                                       | Torhüter             | Torhüter             | Torhüter              |
| -------------------- | -------------------- | ---------------------------------------------- | -------------------- | -------------------- | --------------------- |
| 1                    | Roman Weidenfeller   | Deutscher                                      | 06.08.1980           | 2002                 | 1. FC Kaiserslautern  |
| 20                   | Mitchell Langerak    | Australier                                     | 22.08.1988           | 2010                 | Melbourne Victory     |
| 41                   | Johannes Focher      | Deutscher                                      | 20.01.1990           | 2006                 | Hammer SpVg           |
| Abwehr               |                      |                                                |                      |                      |                       |
| 2                    | Lasse Sobiech        | Deutscher                                      | 18.01.1991           | 2003                 | VfL Schwerte          |
| 4                    | Neven Subotić        | Serbe                                          | 10.12.1988           | 2008                 | 1. FSV Mainz 05       |
| 15                   | Mats Hummels         | Deutscher                                      | 16.12.1988           | 2008                 | FC Bayern München     |
| 17                   | Dedê                 | Brasilianer                                    | 18.04.1978           | 1998                 | Atlético Mineiro      |
| 25                   | Patrick Owomoyela    | Deutscher                                      | 05.11.1979           | 2008                 | Werder Bremen         |
| 26                   | Łukasz Piszczek      | Pole                                           | 03.06.1985           | 2010                 | Hertha BSC            |
| 27                   | Felipe Santana       | Brasilianer                                    | 17.03.1986           | 2008                 | Figueirense FC        |
| 29                   | Marcel Schmelzer     | Deutscher                                      | 22.01.1988           | 2005                 | 1. FC Magdeburg       |
| 44                   | Marc Hornschuh       | Deutscher                                      | 02.03.1991           | 2002                 | DJK TuS Körne         |
| Mittelfeld           |                      |                                                |                      |                      |                       |
| 5                    | Sebastian Kehl       | Deutscher                                      | 13.02.1980           | 2002                 | SC Freiburg           |
| 6                    | Florian Kringe       | Deutscher                                      | 18.08.1982           | 2004                 | 1. FC Köln            |
| 8                    | Nuri Şahin           | Türke                                          | 05.09.1988           | 2008                 | Feyenoord Rotterdam   |
| 14                   | Markus Feulner       | Deutscher                                      | 12.02.1982           | 2009                 | 1. FSV Mainz 05       |
| 16                   | Jakub Błaszczykowski | Pole                                           | 14.12.1985           | 2007                 | Wisła Krakau          |
| 22                   | Sven Bender          | Deutscher                                      | 27.04.1989           | 2009                 | TSV 1860 München      |
| 30                   | Tamás Hajnal         | Ungar                                          | 15.03.1981           | 2008                 | Karlsruher SC         |
| 31                   | Mario Götze          | Deutscher                                      | 03.06.1992           | 2001                 | FC Eintracht Hombruch |
| Sturm                |                      |                                                |                      |                      |                       |
| 7                    | Robert Lewandowski   | Pole                                           | 21.08.1988           | 2010                 | Lech Posen            |
| 9                    | Nelson Valdez        | Paraguayer                                     | 28.11.1983           | 2006                 | Werder Bremen         |
| 10                   | Mohamed Zidan        | Ägypter                                        | 11.12.1981           | 2008                 | Hamburger SV          |
| 11                   | Dimitar Rangelow     | Bulgare                                        | 09.02.1983           | 2009                 | Energie Cottbus       |
| 13                   | Damien Le Tallec     | Franzose                                       | 19.04.1990           | 2009                 | Stade Rennes          |
| 18                   | Lucas Barrios        | Paraguayer (spielt für Paraguay) · Argentinier | 13.11.1984           | 2009                 | CSD Colo-Colo         |
| 19                   | Kevin Großkreutz     | Deutscher                                      | 19.07.1988           | 2009                 | Rot Weiss Ahlen       |
| 23                   | Shinji Kagawa        | Japaner                                        | 17.03.1989           | 2010                 | Cerezo Osaka          |
| 28                   | Daniel Ginczek       | Deutscher                                      | 13.04.1991           | 2007                 | SC Neheim             |
| 39                   | Marco Stiepermann    | Deutscher                                      | 09.02.1991           | 1998                 | –                     |

### Bayer 04 Leverkusen
| Kader Saison 2010/11 | Kader Saison 2010/11 | Kader Saison 2010/11 | Kader Saison 2010/11 | Kader Saison 2010/11 | Kader Saison 2010/11    |
| Nr.                  | Spieler              | Nat.                 | Geburtsdatum         | bei Bayer seit       | letzter Verein          |
| Torhüter             | Torhüter             | Torhüter             | Torhüter             | Torhüter             | Torhüter                |
| -------------------- | -------------------- | -------------------- | -------------------- | -------------------- | ----------------------- |
| 1                    | René Adler           | Deutscher            | 15.01.1985           | 2000                 | VfB Leipzig             |
| 22                   | Benedikt Fernandez   | Deutscher            | 08.01.1985           | 2005                 | Renault Brühl           |
| 33                   | Tomasz Bobel         | Pole                 | 29.12.1974           | 2010                 | Neftçi Baku             |
| 36                   | Fabian Giefer        | Deutscher            | 17.05.1990           | 2003                 | TuRa Lommersdorf        |
| Abwehr               |                      |                      |                      |                      |                         |
| 2                    | Daniel Schwaab       | Deutscher            | 23.08.1988           | 2009                 | SC Freiburg             |
| 3                    | Stefan Reinartz      | Deutscher            | 01.01.1989           | 1999                 | SV Bergisch Gladbach 09 |
| 4                    | Sami Hyypiä          | Finnland             | 07.10.1973           | 2009                 | FC Liverpool            |
| 5                    | Manuel Friedrich     | Deutscher            | 13.09.1979           | 2007                 | 1. FSV Mainz 05         |
| 15                   | Hans Sarpei          | Ghanaer              | 28.06.1976           | 2007                 | VfL Wolfsburg           |
| 17                   | Domagoj Vida         | Kroate               | 29.04.1989           | 2010                 | NK Osijek               |
| 24                   | Michal Kadlec        | Tscheche             | 13.12.1984           | 2008                 | Sparta Prag             |
| 27                   | Gonzalo Castro       | Deutscher            | 11.06.1987           | 1999                 | Bayer Wuppertal         |
| Mittelfeld           |                      |                      |                      |                      |                         |
| 6                    | Simon Rolfes         | Deutscher            | 21.01.1982           | 2005                 | Alemannia Aachen        |
| 7                    | Tranquillo Barnetta  | Schweizer            | 22.05.1985           | 2005                 | Hannover 96             |
| 8                    | Lars Bender          | Deutscher            | 27.04.1989           | 2009                 | TSV 1860 München        |
| 10                   | Renato Augusto       | Brasilianer          | 08.02.1988           | 2008                 | Flamengo Rio de Janeiro |
| 13                   | Michael Ballack      | Deutscher            | 26.09.1976           | 2010                 | FC Chelsea              |
| 14                   | Hanno Balitsch       | Deutscher            | 02.01.1981           | 2010                 | Hannover 96             |
| 18                   | Sidney Sam           | Deutscher            | 31.01.1988           | 2010                 | Hamburger SV            |
| 21                   | Marcel Risse         | Deutscher            | 17.12.1989           | 1997                 | TuS Höhenhaus           |
| 23                   | Arturo Vidal         | Chile                | 22.05.1987           | 2007                 | CSD Colo-Colo           |
| 28                   | Burak Kaplan         | Türke                | 01.02.1990           | 1997                 | SSV Vingst 05           |
| 37                   | Kevin Kampl          | Slowene              | 09.10.1990           | 1997                 | VfB Solingen            |
| Sturm                |                      |                      |                      |                      |                         |
| 9                    | Patrick Helmes       | Deutscher            | 01.03.1984           | 2008                 | 1. FC Köln              |
| 11                   | Stefan Kießling      | Deutscher            | 25.01.1984           | 2006                 | 1. FC Nürnberg          |
| 19                   | Eren Derdiyok        | Schweizer            | 12.06.1988           | 2009                 | FC Basel                |
| 31                   | Nicolai Jørgensen    | Däne                 | 15.01.1991           | 2010                 | AB Kopenhagen           |

### FC Bayern München
| Kader Saison 2010/11 | Kader Saison 2010/11   | Kader Saison 2010/11 | Kader Saison 2010/11 | Kader Saison 2010/11 | Kader Saison 2010/11   |
| Nr.                  | Spieler                | Nat.                 | Geburtsdatum         | beim FCB seit        | letzter Verein         |
| Torhüter             | Torhüter               | Torhüter             | Torhüter             | Torhüter             | Torhüter               |
| -------------------- | ---------------------- | -------------------- | -------------------- | -------------------- | ---------------------- |
| 1                    | Hans Jörg Butt         | Deutscher            | 28. Mai 1974         | 2008                 | Benfica Lissabon       |
| 22                   | Rouven Sattelmaier     | Deutscher            | 7. Aug. 1987         | 2010                 | SSV Jahn Regensburg    |
| 35                   | Thomas Kraft           | Deutscher            | 22. Juli 1988        | 2004                 | SG 06 Betzdorf         |
| Abwehr               |                        |                      |                      |                      |                        |
| 2                    | Breno                  | Brasilianer          | 13. Okt. 1989        | 2008                 | FC São Paulo           |
| 4                    | Edson Braafheid        | Niederländer         | 8. Apr. 1983         | 2009                 | FC Twente Enschede     |
| 5                    | Daniel Van Buyten      | Belgier              | 7. Feb. 1978         | 2006                 | Hamburger SV           |
| 6                    | Martín Demichelis      | Argentinier          | 20. Dez. 1980        | 2003                 | River Plate            |
| 21                   | Philipp Lahm           | Deutscher            | 11. Nov. 1983        | 1995                 | VfB Stuttgart          |
| 26                   | Diego Contento         | Deutscher            | 1. Mai 1990          | 1995                 | –                      |
| 28                   | Holger Badstuber       | Deutscher            | 13. März 1989        | 2002                 | VfB Stuttgart          |
| 32                   | Maximilian Haas        | Deutscher            | 7. Dez. 1985         | 2007                 | SE Freising            |
| Mittelfeld           |                        |                      |                      |                      |                        |
| 7                    | Franck Ribéry          | Franzose             | 7. Apr. 1983         | 2007                 | Olympique Marseille    |
| 8                    | Hamit Altıntop         | Türke                | 8. Dez. 1982         | 2007                 | FC Schalke 04          |
| 10                   | Arjen Robben           | Niederländer         | 23. Jan. 1984        | 2009                 | Real Madrid            |
| 16                   | Andreas Ottl           | Deutscher            | 1. März 1985         | 1996                 | 1. FC Nürnberg         |
| 23                   | Danijel Pranjić        | Kroate               | 2. Dez. 1981         | 2009                 | SC Heerenveen          |
| 27                   | David Alaba            | Österreicher         | 24. Juni 1992        | 2008                 | FK Austria Wien        |
| 31                   | Bastian Schweinsteiger | Deutscher            | 1. Aug. 1984         | 1998                 | TSV 1860 Rosenheim     |
| 39                   | Toni Kroos             | Deutscher            | 4. Jan. 1990         | 2006                 | Hansa Rostock          |
| 44                   | Anatolij Tymoschtschuk | Ukrainer             | 30. März 1979        | 2009                 | Zenit Sankt Petersburg |
| Sturm                |                        |                      |                      |                      |                        |
| 11                   | Ivica Olić             | Kroate               | 14. Sep. 1979        | 2009                 | Hamburger SV           |
| 18                   | Miroslav Klose         | Deutscher            | 9. Juni 1978         | 2007                 | SV Werder Bremen       |
| 25                   | Thomas Müller          | Deutscher            | 13. Sep. 1989        | 2000                 | TSV Pähl               |
| 33                   | Mario Gómez            | Deutscher            | 10. Juli 1985        | 2009                 | VfB Stuttgart          |

### Hannover 96
| Kader Saison 2010/11 | Kader Saison 2010/11 | Kader Saison 2010/11 | Kader Saison 2010/11 | Kader Saison 2010/11 | Kader Saison 2010/11 |
| Nr.                  | Spieler              | Nat.                 | Geburtsdatum         | bei 96 seit          | letzter Verein       |
| Torhüter             | Torhüter             | Torhüter             | Torhüter             | Torhüter             | Torhüter             |
| -------------------- | -------------------- | -------------------- | -------------------- | -------------------- | -------------------- |
| 1                    | Florian Fromlowitz   | Deutscher            | 02.07.1986           | 2008                 | 1. FC Kaiserslautern |
| 14                   | Markus Miller        | Deutscher            | 08.04.1982           | 2010                 | Karlsruher SC        |
| 20                   | Ron-Robert Zieler    | Deutscher            | 12.02.1989           | 2010                 | Manchester United    |
| Abwehr               |                      |                      |                      |                      |                      |
| 4                    | Emanuel Pogatetz     | Österreicher         | 16.01.1983           | 2010                 | FC Middlesbrough     |
| 5                    | Mario Eggimann       | Schweizer            | 24.01.1981           | 2008                 | Karlsruher SC        |
| 6                    | Steven Cherundolo    | US-Amerikaner        | 19.02.1979           | 1999                 | Portland Pilots      |
| 15                   | Constant Djakpa      | Ivorer               | 17.10.1986           | 2009                 | Bayer 04 Leverkusen  |
| 19                   | Christian Schulz     | Deutscher            | 01.04.1983           | 2007                 | Werder Bremen        |
| 21                   | Karim Haggui         | Tunesier             | 20.01.1984           | 2009                 | Bayer 04 Leverkusen  |
| 31                   | Tim Hofmann          | Deutscher            | 09.06.1988           | 1997                 | TSV Pattensen        |
| 34                   | Konstantin Rausch    | Deutscher            | 15.03.1990           | 2004                 | SV Nienhagen         |
| 35                   | Christopher Avevor   | Deutscher            | 11.02.1992           | 2008                 | Holstein Kiel        |
| 37                   | Felix Burmeister     | Deutscher            | 09.03.1990           | 2005                 | SV Hambühren         |
| Mittelfeld           |                      |                      |                      |                      |                      |
| 3                    | Leon Andreasen       | Däne                 | 23.04.1983           | 2009                 | FC Fulham            |
| 7                    | Sergio Pinto         | Deutscher            | 16.10.1980           | 2007                 | Alemannia Aachen     |
| 8                    | Altin Lala           | Albaner              | 18.11.1975           | 1998                 | Borussia Fulda       |
| 22                   | Valdet Rama          | Albaner              | 20.11.1987           | 2009                 | FC Ingolstadt 04     |
| 23                   | Sofian Chahed        | Deutscher            | 18.04.1983           | 2009                 | Hertha BSC           |
| 28                   | Lars Stindl          | Brasilianer          | 26.08.1988           | 2010                 | Karlsruher SC        |
| 30                   | Carlitos             | Deutscher            | 06.09.1982           | 2010                 | FC Basel             |
| 33                   | Manuel Schmiedebach  | Deutscher            | 05.12.1988           | 2008                 | Hertha BSC           |
| 36                   | Willi Evseev         | Deutscher            | 14.02.1992           | 1999                 | –                    |
| 41                   | Henrik Ernst         | Deutscher            | 02.09.1986           | 2008                 | Heesseler SV         |
| Sturm                |                      |                      |                      |                      |                      |
| 9                    | Mike Hanke           | Deutscher            | 05.11.1983           | 2007                 | VfL Wolfsburg        |
| 11                   | Didier Ya Konan      | Ivorer               | 22.05.1984           | 2009                 | Rosenborg Trondheim  |
| 13                   | Jan Schlaudraff      | Deutscher            | 18.07.1983           | 2008                 | FC Bayern München    |
| 17                   | Moritz Stoppelkamp   | Deutscher            | 11.12.1986           | 2010                 | Rot-Weiß Oberhausen  |
| 32                   | Mikael Forssell      | Finnland             | 15.03.1981           | 2008                 | Birmingham City      |

### 1. FSV Mainz 05
| Kader Saison 2010/11 | Kader Saison 2010/11 | Kader Saison 2010/11 | Kader Saison 2010/11 | Kader Saison 2010/11 | Kader Saison 2010/11     |
| Nr.                  | Spieler              | Nat.                 | Geburtsdatum         | beim seit            | letzter Verein           |
| Torhüter             | Torhüter             | Torhüter             | Torhüter             | Torhüter             | Torhüter                 |
| -------------------- | -------------------- | -------------------- | -------------------- | -------------------- | ------------------------ |
| 29                   | Christian Wetklo     | Deutscher            | 11.01.1980           | 2000                 | Rot-Weiss Essen          |
| 33                   | Heinz Müller         | Deutscher            | 30.05.1978           | 2009                 | FC Barnsley              |
| 1                    | Martin Pieckenhagen  | Deutscher            | 15.11.1971           | 2010                 | Heracles Almelo          |
| Abwehr               |                      |                      |                      |                      |                          |
| 2                    | Bo Svensson          | Däne                 | 04.08.1979           | 2007                 | Borussia Mönchengladbach |
| 4                    | Nikolče Noveski      | Mazedonier           | 28.04.1979           | 2004                 | FC Erzgebirge Aue        |
| 5                    | Eugen Gopko          | Deutscher            | 05.01.1991           | 2008                 | TuS Neuhausen            |
| 8                    | Radoslav Zabavník    | Slowake              | 16.09.1980           | 2010                 | Terek Grosny             |
| 15                   | Jan Kirchhoff        | Deutscher            | 01.10.1990           | 2007                 | Eintracht Frankfurt      |
| 22                   | Christian Fuchs      | Österreicher         | 07.04.1986           | 2010                 | VfL Bochum               |
| 24                   | Zsolt Lőw            | Ungar                | 29.04.1979           | 2009                 | TSG 1899 Hoffenheim      |
| 26                   | Niko Bungert         | Deutscher            | 24.10.1986           | 2008                 | Kickers Offenbach        |
| 34                   | Stefan Bell          | Deutscher            | 24.08.1991           | 2007                 | TuS Mayen                |
| Mittelfeld           |                      |                      |                      |                      |                          |
| 6                    | Marco Caligiuri      | Deutscher            | 14.04.1984           | 2010                 | SpVgg Greuther Fürth     |
| 7                    | Eugen Polanski       | Deutscher            | 17.03.1986           | 2009                 | FC Getafe                |
| 10                   | Jan Šimák            | Tscheche             | 13.10.1978           | 2010                 | VfB Stuttgart            |
| 11                   | Filip Trojan         | Tscheche             | 21.02.1983           | 2009                 | FC St. Pauli             |
| 16                   | Florian Heller       | Deutscher            | 10.03.1982           | 2008                 | FC Erzgebirge Aue        |
| 18                   | Lewis Holtby         | Deutscher            | 18.09.1990           | 2010                 | FC Schalke 04            |
| 19                   | Elkin Soto           | Kolumbianer          | 04.08.1980           | 2007                 | Barcelona SC Guayaquil   |
| 21                   | Miroslav Karhan      | Slowake              | 21.06.1976           | 2007                 | VfL Wolfsburg            |
| 25                   | Andreas Ivanschitz   | Österreicher         | 15.10.1983           | 2009                 | Panathinaikos Athen      |
| Sturm                |                      |                      |                      |                      |                          |
| 9                    | Sami Allagui         | Tunesier             | 28.05.1986           | 2010                 | SpVgg Greuther Fürth     |
| 14                   | André Schürrle       | Deutscher            | 06.11.1990           | 2005                 | Ludwigshafener SC        |
| 17                   | Haruna Babangida     | Nigerianer           | 01.10.1982           | 2010                 | FK Kuban Krasnodar       |
| 28                   | Ádám Szalai          | Ungar                | 09.12.1987           | 2010                 | Real Madrid Castilla     |
| 35                   | Petar Slišković      | Kroate               | 21.02.1991           | 2008                 | FSV Frankfurt            |
| 36                   | Dragan Georgiev      | Mazedonier           | 16.12.1990           | 2010                 | FK Horizont Turnovo      |

### 1. FC Nürnberg
| Kader Saison 2010/11 | Kader Saison 2010/11 | Kader Saison 2010/11 | Kader Saison 2010/11 | Kader Saison 2010/11 | Kader Saison 2010/11   |
| Nr.                  | Spieler              | Nat.                 | Geburtsdatum         | beim 1. FCN seit     | letzter Verein         |
| Torhüter             | Torhüter             | Torhüter             | Torhüter             | Torhüter             | Torhüter               |
| -------------------- | -------------------- | -------------------- | -------------------- | -------------------- | ---------------------- |
| 1                    | Raphael Schäfer      | Deutscher            | 30.01.1979           | 2008                 | VfB Stuttgart          |
| 12                   | Daniel Klewer        | Deutscher            | 04.03.1977           | 2004                 | Hansa Rostock          |
| 30                   | Alexander Stephan    | Deutscher            | 15.09.1986           | 1996                 | ASV Niederndorf        |
| 32                   | Daniel Batz          | Deutscher            | 12.01.1991           | 2004                 | SpVgg Greuther Fürth   |
| Abwehr               |                      |                      |                      |                      |                        |
| 3                    | Per Nilsson          | Schwede              | 15.09.1982           | 2010                 | TSG 1899 Hoffenheim    |
| 5                    | Andreas Wolf         | Deutscher            | 12.06.1982           | 1997                 | SpVgg Ansbach 09       |
| 6                    | Dominic Maroh        | Slowene              | 04.03.1987           | 2008                 | SSV Reutlingen         |
| 20                   | Pascal Bieler        | Deutscher            | 26.02.1986           | 2008                 | Hertha BSC             |
| 25                   | Javier Pinola        | Argentinier          | 24.02.1983           | 2005                 | Racing Club Avellaneda |
| 33                   | Felicio Brown Forbes | Deutscher            | 28.08.1991           | 2010                 | Hertha BSC             |
| 38                   | Philipp Wollscheid   | Deutscher            | 06.03.1989           | 2009                 | 1. FC Saarbrücken      |
| Mittelfeld           |                      |                      |                      |                      |                        |
| 2                    | Timmy Simons         | Belgier              | 11.12.1976           | 2010                 | PSV Eindhoven          |
| 11                   | Marek Mintál         | Slowake              | 02.09.1977           | 2003                 | MŠK Žilina             |
| 13                   | Jens Hegeler         | Deutscher            | 22.01.1988           | 2010                 | Bayer 04 Leverkusen    |
| 15                   | Christoph Sauter     | Deutscher            | 03.08.1991           | 2010                 | 1. FSV Mainz 05        |
| 16                   | Juri Judt            | Deutscher            | 24.07.1986           | 2008                 | SpVgg Greuther Fürth   |
| 17                   | Mike Frantz          | Deutscher            | 14.10.1986           | 2008                 | 1. FC Saarbrücken      |
| 18                   | Almog Cohen          | Israeli              | 01.09.1988           | 2010                 | Maccabi Netanja        |
| 21                   | Dario Vidosic        | Australier · Kroate  | 08.04.1987           | 2010                 | MSV Duisburg           |
| 22                   | İlkay Gündoğan       | Deutscher            | 24.10.1990           | 2009                 | VfL Bochum             |
| 37                   | Mehmet Ekici         | Deutscher            | 25.03.1990           | 2010                 | FC Bayern München      |
| Sturm                |                      |                      |                      |                      |                        |
| 8                    | Christian Eigler     | Deutscher            | 01.01.1984           | 2008                 | Arminia Bielefeld      |
| 10                   | Albert Bunjaku       | Schweizer            | 29.11.1983           | 2009                 | Rot-Weiß Erfurt        |
| 14                   | Róbert Mak           | Slowake              | 08.03.1991           | 2010                 | Manchester City        |
| 19                   | Isaac Boakye         | Ghanaer              | 26.11.1981           | 2008                 | 1. FSV Mainz 05        |
| 23                   | Julian Schieber      | Deutscher            | 13.02.1989           | 2010                 | VfB Stuttgart          |
| 29                   | Rubin Okotie         | Österreicher         | 06.06.1987           | 2010                 | FK Austria Wien        |

### 1. FC Kaiserslautern

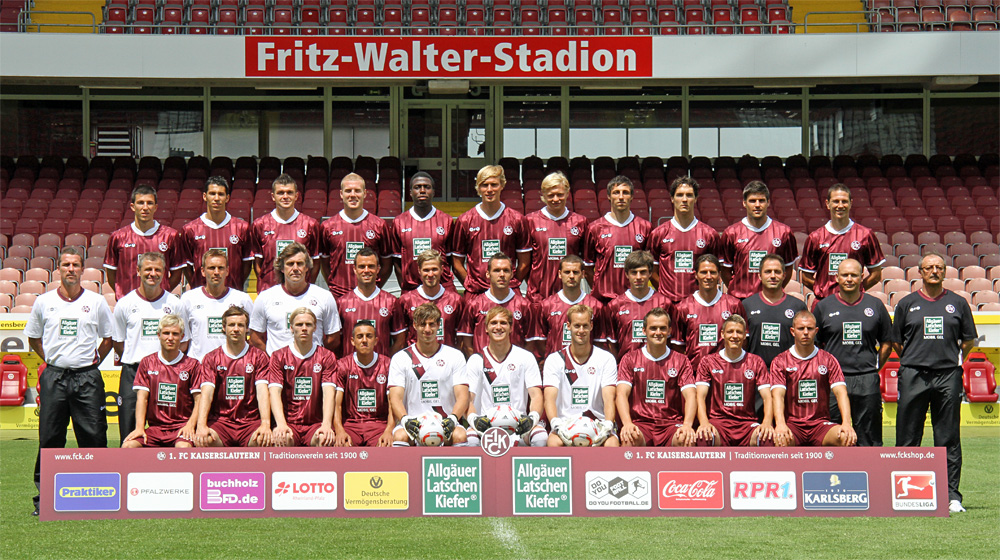
Hintere Reihe v. l. n. r.: Ilijan Mizanski, Marcel Correia, Jan Šimůnek, Adam Nemec, Rodnei, Martin Amedick, Manuel Hornig (inzwischen TuS Koblenz), Mathias Abel, Srđan Lakić, Florian Dick, Jiří Bílek
Mittlere Reihe v. l. n. r.: Cheftrainer Marco Kurz, Co-Trainer Roger Lutz, Fitnesstrainer Oliver Schäfer, Torwarttrainer Gerry Ehrmann, Bastian Schulz, Oliver Kirch, Christian Tiffert, Stiven Rivić, Jan Morávek, Alexander Bugera, Physiotherapeuten Dirk Pagenstecher und Erik Schön, Zeugwart Wolfgang Wittich
Sitzend v. l. n. r.: Alan Stulin, Danny Fuchs, Leon Jessen, Chadli Amri, Kevin Trapp, Tobias Sippel, Marco Knaller, Erwin Hoffer, Ivo Iličević, Pierre De Wit

| Kader Saison 2010/11 | Kader Saison 2010/11 | Kader Saison 2010/11 | Kader Saison 2010/11 | Kader Saison 2010/11 | Kader Saison 2010/11 |
| Nr.                  | Spieler              | Nat.                 | Geburtsdatum         | beim 1. FCK seit     | letzter Verein       |
| Torhüter             | Torhüter             | Torhüter             | Torhüter             | Torhüter             | Torhüter             |
| -------------------- | -------------------- | -------------------- | -------------------- | -------------------- | -------------------- |
| 1                    | Tobias Sippel        | Deutscher            | 22.03.1988           | 1998                 | SV 1911 Bad Dürkheim |
| 27                   | Marco Knaller        | Österreicher         | 26.03.1987           | 2009                 | FC Lustenau 07       |
| 29                   | Kevin Trapp          | Deutscher            | 08.07.1990           | 2005                 | SV Mettlach          |
| Abwehr               |                      |                      |                      |                      |                      |
| 2                    | Jan Šimůnek          | Tscheche             | 20.02.1987           | 2010                 | VfL Wolfsburg        |
| 3                    | Leon Jessen          | Däne                 | 11.06.1986           | 2010                 | FC Midtjylland       |
| 5                    | Martin Amedick       | Deutscher            | 06.09.1982           | 2008                 | Borussia Dortmund    |
| 6                    | Mathias Abel         | Deutscher            | 22.06.1981           | 2008                 | FC Schalke 04        |
| 13                   | Athanasios Petsos    | Deutscher            | 05.06.1991           | 2010                 | Bayer 04 Leverkusen  |
| 14                   | Manuel Hornig        | Deutscher            | 18.12.1982           | 2008                 | Kickers Offenbach    |
| 17                   | Alexander Bugera     | Deutscher            | 08.08.1978           | 2007                 | MSV Duisburg         |
| 20                   | Rodnei               | Brasilianer          | 11.09.1985           | 2009                 | Hertha BSC           |
| 23                   | Florian Dick         | Deutscher            | 09.11.1984           | 2008                 | Karlsruher SC        |
| 28                   | Marcel Correia       | Deutscher            | 16.05.1989           | 1995                 | –                    |
| Mittelfeld           |                      |                      |                      |                      |                      |
| 4                    | Bastian Schulz       | Deutscher            | 10.07.1985           | 2009                 | Hannover 96          |
| 7                    | Oliver Kirch         | Deutscher            | 21.08.1982           | 2010                 | Arminia Bielefeld    |
| 8                    | Christian Tiffert    | Deutscher            | 18.02.1982           | 2010                 | MSV Duisburg         |
| 10                   | Chadli Amri          | Algerier             | 14.12.1984           | 2010                 | 1. FSV Mainz 05      |
| 15                   | Clemens Walch        | Österreicher         | 10.07.1987           | 2010                 | VfB Stuttgart        |
| 16                   | Jan Morávek          | Tscheche             | 01.11.1989           | 2010                 | FC Schalke 04        |
| 18                   | Danny Fuchs          | Deutscher            | 25.02.1976           | 2009                 | VfL Bochum           |
| 19                   | Jiří Bílek           | Tscheche             | 04.11.1983           | 2009                 | Slovan Liberec       |
| 21                   | Pierre De Wit        | Deutscher            | 26.09.1987           | 2010                 | Bayer 04 Leverkusen  |
| 22                   | Ivo Iličević         | Deutscher            | 14.11.1986           | 2009                 | SpVgg Greuther Fürth |
| 25                   | Stiven Rivić         | Kroate               | 09.08.1985           | 2010                 | Energie Cottbus      |
| 38                   | Alan Stulin          | Deutscher            | 05.06.1990           | 2004                 | SV Edenkoben         |
| Sturm                |                      |                      |                      |                      |                      |
| 9                    | Srđan Lakić          | Kroate               | 02.10.1983           | 2008                 | Heracles Almelo      |
| 11                   | Ilijan Mizanski      | Bulgare              | 20.12.1985           | 2010                 | Zagłębie Lubin       |
| 32                   | Adam Nemec           | Slowake              | 02.09.1985           | 2009                 | KRC Genk             |
| 33                   | Erwin Hoffer         | Österreicher         | 14.04.1987           | 2010                 | SSC Neapel           |

### Hamburger SV
| Kader Saison 2010/11 | Kader Saison 2010/11     | Kader Saison 2010/11 | Kader Saison 2010/11 | Kader Saison 2010/11 | Kader Saison 2010/11   |
| Nr.                  | Spieler                  | Nat.                 | Geburtsdatum         | beim HSV seit        | letzter Verein         |
| Torhüter             | Torhüter                 | Torhüter             | Torhüter             | Torhüter             | Torhüter               |
| -------------------- | ------------------------ | -------------------- | -------------------- | -------------------- | ---------------------- |
| 1                    | Frank Rost               | Deutscher            | 30.06.1973           | 2007                 | FC Schalke 04          |
| 12                   | Wolfgang Hesl            | Deutscher            | 13.01.1986           | 2004                 | FC Amberg              |
| 29                   | Tom Mickel               | Deutscher            | 19.04.1989           | 2009                 | Energie Cottbus        |
| 45                   | Jaroslav Drobný          | Tscheche             | 18.10.1979           | 2010                 | Hertha BSC             |
| Abwehr               |                          |                      |                      |                      |                        |
| 2                    | Dennis Diekmeier         | Deutscher            | 20.10.1989           | 2010                 | 1. FC Nürnberg         |
| 3                    | David Rozehnal           | Tscheche             | 05.07.1980           | 2009                 | Lazio Rom              |
| 4                    | Heiko Westermann         | Deutscher            | 14.08.1983           | 2010                 | FC Schalke 04          |
| 5                    | Joris Mathijsen          | Niederländer         | 05.04.1980           | 2006                 | AZ Alkmaar             |
| 6                    | Dennis Aogo              | Deutscher            | 14.01.1987           | 2008                 | SC Freiburg            |
| 19                   | Lennard Sowah            | Deutscher            | 23.08.1992           | 2010                 | FC Portsmouth          |
| 20                   | Guy Demel                | Ivorer               | 13.06.1981           | 2005                 | Borussia Dortmund      |
| 30                   | Collin Benjamin          | Namibier             | 03.08.1978           | 2001                 | FC Elmshorn            |
| 33                   | Miroslav Štěpánek        | Tscheche             | 15.01.1990           | 2006                 | SV Kapfenberg          |
| 34                   | Muhamed Bešić            | Bosnier              | 10.09.1992           | 2009                 | Tennis Borussia Berlin |
| Mittelfeld           |                          |                      |                      |                      |                        |
| 7                    | Marcell Jansen           | Deutscher            | 04.11.1985           | 2008                 | FC Bayern München      |
| 8                    | Zé Roberto               | Brasilianer          | 06.07.1974           | 2009                 | FC Bayern München      |
| 11                   | Eljero Elia              | Niederländer         | 13.02.1987           | 2009                 | FC Twente Enschede     |
| 13                   | Robert Tesche            | Deutscher            | 27.05.1987           | 2009                 | Arminia Bielefeld      |
| 14                   | David Jarolím            | Tscheche             | 17.05.1979           | 2003                 | 1. FC Nürnberg         |
| 15                   | Piotr Trochowski         | Deutscher            | 22.03.1984           | 2005                 | FC Bayern München      |
| 18                   | Romeo Castelen           | Niederländer         | 03.05.1983           | 2007                 | Feyenoord Rotterdam    |
| 21                   | Jonathan Pitroipa        | Burkiner             | 12.04.1986           | 2008                 | SC Freiburg            |
| 25                   | Tomás Rincón             | Venezolaner          | 13.01.1988           | 2009                 | Deportivo Tachira      |
| 44                   | Gojko Kačar              | Serbe                | 26.01.1987           | 2010                 | Hertha BSC             |
| Sturm                |                          |                      |                      |                      |                        |
| 9                    | Paolo Guerrero           | Peruaner             | 01.01.1984           | 2006                 | FC Bayern München      |
| 10                   | Mladen Petrić            | Kroate               | 01.01.1981           | 2008                 | Borussia Dortmund      |
| 17                   | Eric Maxim Choupo-Moting | Deutscher            | 23.03.1989           | 2010                 | 1. FC Nürnberg         |
| 22                   | Ruud van Nistelrooy      | Niederländer         | 01.07.1976           | 2010                 | Real Madrid            |
| 35                   | Tunay Torun              | Türke                | 21.04.1990           | 2006                 | FC St. Pauli           |
| 40                   | Son Heung-min            | Südkorea             | 08.07.1992           | 2010                 | FC Seoul               |

### SC Freiburg
| Kader Saison 2010/11 | Kader Saison 2010/11 | Kader Saison 2010/11 | Kader Saison 2010/11 | Kader Saison 2010/11 | Kader Saison 2010/11 |
| Nr.                  | Spieler              | Nat.                 | Geburtsdatum         | beim SC seit         | letzter Verein       |
| Torhüter             | Torhüter             | Torhüter             | Torhüter             | Torhüter             | Torhüter             |
| -------------------- | -------------------- | -------------------- | -------------------- | -------------------- | -------------------- |
| 1                    | Simon Pouplin        | Franzose             | 28.05.1985           | 2008                 | Stade Rennes         |
| 26                   | Manuel Salz          | Deutscher            | 06.08.1985           | 2009                 | Stuttgarter Kickers  |
| 37                   | Oliver Baumann       | Deutscher            | 02.06.1990           | 2000                 | FC Bad Krozingen     |
| Abwehr               |                      |                      |                      |                      |                      |
| 2                    | Pavel Krmaš          | Tscheche             | 03.03.1980           | 2007                 | FK Teplice           |
| 3                    | Felix Bastians       | Deutscher            | 09.05.1988           | 2009                 | BSC Young Boys       |
| 5                    | Heiko Butscher       | Deutscher            | 28.07.1980           | 2007                 | VfL Bochum           |
| 15                   | Oliver Barth         | Deutscher            | 06.10.1979           | 2007                 | Fortuna Düsseldorf   |
| 24                   | Mensur Mujdža        | Kroate               | 28.03.1984           | 2009                 | NK Zagreb            |
| 58                   | Ömer Toprak          | Deutscher            | 21.07.1989           | 2005                 | FV Ravensburg        |
| Mittelfeld           |                      |                      |                      |                      |                      |
| 8                    | Jan Rosenthal        | Deutscher            | 07.04.1986           | 2010                 | Hannover 96          |
| 10                   | Maximilian Nicu      | Deutscher            | 25.11.1982           | 2010                 | Hertha BSC           |
| 14                   | Zvonko Pamić         | Kroate               | 04.02.1991           | 2010                 | Bayer 04 Leverkusen  |
| 18                   | Johannes Flum        | Deutscher            | 14.12.1987           | 2008                 | SC Pfullendorf       |
| 20                   | Ivica Banović        | Kroatien             | 02.08.1980           | 2007                 | 1. FC Nürnberg       |
| 23                   | Julian Schuster      | Deutscher            | 15.04.1985           | 2008                 | VfB Stuttgart        |
| 28                   | Daniel Williams      | Deutscher            | 08.03.1989           | 2004                 | Karlsruher SC        |
| 31                   | Nicolas Höfler       | Deutscher            | 09.03.1990           | 2005                 | SC Pfullendorf       |
| 40                   | Daniel Caligiuri     | Deutscher            | 15.01.1988           | 2009                 | SV Zimmern           |
| Sturm                |                      |                      |                      |                      |                      |
| 7                    | Cédric Makiadi       | Kongolese            | 23.02.1984           | 2009                 | MSV Duisburg         |
| 9                    | Papiss Demba Cissé   | Senegalese           | 03.06.1985           | 2010                 | FC Metz              |
| 11                   | Jonathan Jäger       | Franzose             | 25.05.1978           | 2007                 | 1. FC Saarbrücken    |
| 13                   | Tommy Bechmann       | Däne                 | 22.12.1981           | 2008                 | VfL Bochum           |
| 27                   | Stefan Reisinger     | Deutscher            | 14.09.1981           | 2009                 | SpVgg Greuther Fürth |

### 1. FC Köln
| Kader Saison 2010/11 | Kader Saison 2010/11    | Kader Saison 2010/11 | Kader Saison 2010/11 | Kader Saison 2010/11 | Kader Saison 2010/11       |
| Nr.                  | Spieler                 | Nat.                 | Geburtsdatum         | beim FC seit         | letzter Verein             |
| Torhüter             | Torhüter                | Torhüter             | Torhüter             | Torhüter             | Torhüter                   |
| -------------------- | ----------------------- | -------------------- | -------------------- | -------------------- | -------------------------- |
| 1                    | Faryd Mondragón         | Kolumbianer          | 21.06.1971           | 2007                 | Galatasaray Istanbul       |
| 34                   | Miro Varvodić           | Kroate               | 15.05.1989           | 2008                 | Hajduk Split               |
| Abwehr               |                         |                      |                      |                      |                            |
| 2                    | Mišo Brečko             | Slowene              | 01.05.1984           | 2008                 | FC Erzgebirge Aue          |
| 3                    | Youssef Mohamad         | Libanese             | 01.07.1980           | 2007                 | SC Freiburg                |
| 12                   | Andrézinho              | Brasilianer          | 09.10.1981           | 2010                 | Vitória Guimarães          |
| 16                   | Christopher Schorch     | Deutscher            | 30.01.1989           | 2009                 | Real Madrid Castilla       |
| 18                   | Konstantinos Giannoulis | Grieche              | 09.12.1987           | 2010                 | Iraklis Thessaloniki       |
| 21                   | Pedro Geromel           | Brasilianer          | 21.09.1985           | 2008                 | Vitória Guimarães          |
| 23                   | Kevin McKenna           | Kanadier             | 21.01.1980           | 2007                 | Energie Cottbus            |
| 28                   | Carsten Cullmann        | Deutscher            | 05.03.1976           | 1998                 | Sportvereinigung Porz      |
| 31                   | Alexander Vaaßen        | Deutscher            | 09.12.1991           | 2008                 | –                          |
| 32                   | Stephan Salger          | Deutscher            | 30.01.1990           | 2007                 | GFC Düren                  |
| 36                   | Bienvenue Basala-Mazana | Deutscher            | 02.01.1992           | 2007                 | 1. FC Ringsdorff Godesberg |
| Mittelfeld           |                         |                      |                      |                      |                            |
| 5                    | Martin Lanig            | Deutscher            | 11.07.1984           | 2010                 | VfB Stuttgart              |
| 6                    | Taner Yalçın            | Deutscher            | 18.02.1990           | 2003                 | SC Fortuna Köln            |
| 8                    | Petit                   | Portugiese           | 25.09.1976           | 2008                 | Benfica Lissabon           |
| 13                   | Daniel Brosinski        | Deutscher            | 17.07.1988           | 2008                 | Karlsruher SC              |
| 17                   | Kevin Pezzoni           | Deutscher            | 22.03.1989           | 2008                 | Blackburn Rovers           |
| 19                   | Mato Jajalo             | Franzose             | 25.05.1988           | 2010                 | AC Siena                   |
| 22                   | Fabrice Ehret           | Franzose             | 28.09.1979           | 2006                 | FC Aarau                   |
| 25                   | Adam Matuschyk          | Deutscher            | 14.02.1989           | 2003                 | VfB Dillingen              |
| 27                   | Christian Clemens       | Deutscher            | 04.08.1991           | 2001                 | SC Köln Weiler-Volkhoven   |
| 29                   | Christopher Buchtmann   | Deutscher            | 25.04.1992           | 2010                 | FC Fulham                  |
| 33                   | Michael Niedrig         | Deutscher            | 12.01.1980           | 2008                 | Holstein Kiel              |
| 37                   | Reinhold Yabo           | Deutscher            | 10.02.1992           | 2010                 | SV Teutonia Niedermerz     |
| Sturm                |                         |                      |                      |                      |                            |
| 7                    | Sebastian Freis         | Deutscher            | 23.04.1985           | 2009                 | Karlsruher SC              |
| 9                    | Manasseh Ishiaku        | Nigerianer           | 09.01.1983           | 2008                 | MSV Duisburg               |
| 10                   | Lukas Podolski          | Deutscher            | 04.06.1985           | 2009                 | FC Bayern München          |
| 11                   | Milivoje Novakovič      | Slowene              | 18.05.1979           | 2006                 | Litex Lowetsch             |
| 14                   | Alexandru Ioniță        | Rumäne               | 05.08.1989           | 2010                 | Rapid Bukarest             |
| 20                   | Adil Chihi              | Marokkaner           | 21.02.1988           | 2003                 | Fortuna Düsseldorf         |
| 49                   | José Pierre Vunguidica  | Angolaner            | 03.01.1990           | 2009                 | VfL Oberbieber             |

### TSG 1899 Hoffenheim
| Kader Saison 2010/11 | Kader Saison 2010/11 | Kader Saison 2010/11 | Kader Saison 2010/11 | Kader Saison 2010/11 | Kader Saison 2010/11     |
| Nr.                  | Spieler              | Nat.                 | Geburtsdatum         | bei der TSG seit     | letzter Verein           |
| Torhüter             | Torhüter             | Torhüter             | Torhüter             | Torhüter             | Torhüter                 |
| -------------------- | -------------------- | -------------------- | -------------------- | -------------------- | ------------------------ |
| 1                    | Daniel Haas          | Deutscher            | 01.08.1983           | 2005                 | Hannover 96              |
| 27                   | Ramazan Özcan        | Österreicher         | 28.06.1984           | 2008                 | FC Red Bull Salzburg     |
| 30                   | Jens Grahl           | Deutscher            | 22.09.1988           | 2009                 | SpVgg Greuther Fürth     |
| 33                   | Tom Starke           | Deutscher            | 18.03.1981           | 2010                 | MSV Duisburg             |
| Abwehr               |                      |                      |                      |                      |                          |
| 2                    | Andreas Beck         | Deutscher            | 13.03.1987           | 2008                 | VfB Stuttgart            |
| 3                    | Matthias Jaissle     | Deutscher            | 05.04.1988           | 2007                 | VfB Stuttgart            |
| 5                    | Marvin Compper       | Deutscher            | 14.06.1985           | 2008                 | Borussia Mönchengladbach |
| 8                    | Christian Eichner    | Deutscher            | 24.11.1982           | 2009                 | Karlsruher SC            |
| 14                   | Josip Šimunić        | Kroate               | 18.02.1978           | 2009                 | Hertha BSC               |
| 22                   | Jukka Raitala        | Finnland             | 15.09.1988           | 2009                 | HJK Helsinki             |
| 25                   | Isaac Vorsah         | Ghanaer              | 21.06.1988           | 2007                 | Asante Kotoko            |
| 26                   | Andreas Ibertsberger | Österreicher         | 27.07.1982           | 2008                 | SC Freiburg              |
| 37                   | Manuel Gulde         | Deutscher            | 12.02.1991           | 2007                 | SC Pfingstberg           |
| Mittelfeld           |                      |                      |                      |                      |                          |
| 7                    | Boris Vukčević       | Deutscher            | 16.03.1990           | 2008                 | VfB Stuttgart            |
| 10                   | Carlos Eduardo       | Brasilianer          | 18.07.1987           | 2007                 | Grêmio Porto Alegre      |
| 17                   | Tobias Weis          | Deutscher            | 30.07.1985           | 2007                 | VfB Stuttgart            |
| 21                   | Luiz Gustavo         | Brasilianer          | 23.07.1987           | 2007                 | CRB Maceió               |
| 23                   | Sejad Salihović      | Bosnier              | 08.10.1984           | 2006                 | Hertha BSC               |
| Sturm                |                      |                      |                      |                      |                          |
| 9                    | Demba Ba             | Senegalese           | 25.05.1985           | 2007                 | Excelsior Mouscron       |
| 11                   | Peniel Kokou Mlapa   | Deutscher            | 20.02.1991           | 2010                 | TSV 1860 München         |
| 18                   | Prince Tagoe         | Ghanaer              | 09.11.1986           | 2009                 | Al-Ettifaq               |
| 19                   | Vedad Ibišević       | Bosnier              | 06.08.1984           | 2007                 | Alemannia Aachen         |
| 20                   | Chinedu Obasi        | Nigerianer           | 01.06.1986           | 2007                 | Lyn Oslo                 |

### VfB Stuttgart
| Kader Saison 2010/11 | Kader Saison 2010/11 | Kader Saison 2010/11                   | Kader Saison 2010/11 | Kader Saison 2010/11 | Kader Saison 2010/11 |
| Nr.                  | Spieler              | Nat.                                   | Geburtsdatum         | beim VfB seit        | letzter Verein       |
| Torhüter             | Torhüter             | Torhüter                               | Torhüter             | Torhüter             | Torhüter             |
| -------------------- | -------------------- | -------------------------------------- | -------------------- | -------------------- | -------------------- |
| 1                    | Sven Ulreich         | Deutscher                              | 03.08.1988           | 1998                 | TSV Schornbach       |
| 12                   | Alexander Stolz      | Deutscher                              | 13.10.1983           | 2007                 | TSG 1899 Hoffenheim  |
| 23                   | Marc Ziegler         | Deutscher                              | 13.06.1976           | 2010                 | Borussia Dortmund    |
| Abwehr               |                      |                                        |                      |                      |                      |
| 2                    | Philipp Degen        | Schweizer                              | 15.02.1983           | 2010                 | FC Liverpool         |
| 3                    | Cristian Molinaro    | Italiener                              | 30.07.1983           | 2010                 | Juventus Turin       |
| 5                    | Serdar Taşçı         | Deutscher                              | 24.04.1987           | 2004                 | Stuttgarter Kickers  |
| 6                    | Georg Niedermeier    | Deutscher                              | 26.02.1986           | 2009                 | FC Bayern München    |
| 15                   | Arthur Boka          | Ivorer                                 | 02.04.1983           | 2006                 | Racing Straßburg     |
| 17                   | Matthieu Delpierre   | Franzose                               | 26.04.1981           | 2004                 | OSC Lille            |
| 21                   | Khalid Boulahrouz    | Niederländer                           | 28.12.1981           | 2008                 | FC Sevilla           |
| 27                   | Stefano Celozzi      | Deutscher                              | 02.11.1988           | 2009                 | Karlsruher SC        |
| Mittelfeld           |                      |                                        |                      |                      |                      |
| 8                    | Zdravko Kuzmanović   | Serbe (spielt für Serbien) · Schweizer | 22.09.1987           | 2009                 | AC Florenz           |
| 11                   | Johan Audel          | Franzose                               | 12.12.1983           | 2004                 | FC Valenciennes      |
| 13                   | Timo Gebhart         | Deutscher                              | 12.04.1989           | 2009                 | TSV 1860 München     |
| 14                   | Patrick Funk         | Deutscher                              | 11.02.1990           | 2002                 | SSV Ulm 1846         |
| 16                   | Mauro Camoranesi     | Italiener                              | 04.10.1976           | 2010                 | Juventus Turin       |
| 20                   | Christian Gentner    | Deutscher                              | 14.08.1985           | 2010                 | VfL Wolfsburg        |
| 25                   | Élson                | Brasilianer                            | 16.11.1981           | 2005                 | Palmeiras São Paulo  |
| 26                   | Daniel Didavi        | Deutscher                              | 21.02.1990           | 2003                 | SPV 05 Nürtingen     |
| 35                   | Christian Träsch     | Deutscher                              | 01.09.1987           | 2007                 | TSV 1860 München     |
| Sturm                |                      |                                        |                      |                      |                      |
| 7                    | Martin Harnik        | Österreicher                           | 10.06.1987           | 2010                 | Werder Bremen        |
| 9                    | Ciprian Marica       | Rumäne                                 | 02.10.1985           | 2007                 | Schachtar Donezk     |
| 18                   | Cacau                | Deutscher                              | 27.03.1981           | 2003                 | 1. FC Nürnberg       |
| 29                   | Pawel Pogrebnjak     | Russe                                  | 08.11.1983           | 2009                 | Zenit St. Petersburg |

### SV Werder Bremen
| Kader Saison 2010/11 | Kader Saison 2010/11 | Kader Saison 2010/11 | Kader Saison 2010/11 | Kader Saison 2010/11 | Kader Saison 2010/11     |
| Nr.                  | Spieler              | Nat.                 | Geburtsdatum         | beim SVW seit        | letzter Verein           |
| Torhüter             | Torhüter             | Torhüter             | Torhüter             | Torhüter             | Torhüter                 |
| -------------------- | -------------------- | -------------------- | -------------------- | -------------------- | ------------------------ |
| 1                    | Tim Wiese            | Deutscher            | 17.12.1981           | 2005                 | 1. FC Kaiserslautern     |
| 21                   | Sebastian Mielitz    | Deutscher            | 18.07.1989           | 2005                 | Energie Cottbus          |
| 33                   | Christian Vander     | Deutscher            | 24.10.1980           | 2005                 | VfL Bochum               |
| 42                   | Felix Wiedwald       | Deutscher            | 15.03.1990           | 1999                 | TSV Achim                |
| Abwehr               |                      |                      |                      |                      |                          |
| 2                    | Sebastian Boenisch   | Deutscher            | 01.02.1987           | 2007                 | FC Schalke 04            |
| 3                    | Petri Pasanen        | Finnland             | 24.09.1980           | 2004                 | FC Portsmouth            |
| 4                    | Naldo                | Brasilianer          | 10.09.1982           | 2005                 | EC Juventude             |
| 8                    | Clemens Fritz        | Deutscher            | 07.12.1980           | 2006                 | Bayer 04 Leverkusen      |
| 15                   | Sebastian Prödl      | Österreicher         | 21.06.1987           | 2008                 | SK Sturm Graz            |
| 16                   | Mikaël Silvestre     | Franzose             | 09.08.1977           | 2010                 | FC Arsenal               |
| 27                   | Niklas Andersen      | Deutscher            | 04.08.1988           | 2010                 | Rot-Weiss Essen          |
| 29                   | Per Mertesacker      | Deutscher            | 29.09.1984           | 2006                 | Hannover 96              |
| 41                   | Dominik Schmidt      | Deutscher            | 01.07.1987           | 2006                 | Tasmania Gropiusstadt    |
| Mittelfeld           |                      |                      |                      |                      |                          |
| 6                    | Tim Borowski         | Deutscher            | 02.05.1980           | 2009                 | FC Bayern München        |
| 10                   | Marko Marin          | Deutscher            | 13.03.1989           | 2009                 | Borussia Mönchengladbach |
| 14                   | Aaron Hunt           | Deutscher            | 04.09.1986           | 2001                 | Goslarer SC 08           |
| 17                   | Said Husejinović     | Bosnier              | 13.05.1988           | 2008                 | FK Sloboda Tuzla         |
| 18                   | Felix Kroos          | Deutscher            | 12.03.1991           | 2010                 | Hansa Rostock            |
| 20                   | Daniel Jensen        | Däne                 | 25.06.1979           | 2004                 | Real Murcia              |
| 22                   | Torsten Frings       | Deutscher            | 22.11.1976           | 2005                 | FC Bayern München        |
| 35                   | Florian Trinks       | Deutscher            | 11.03.1992           | 2007                 | FC Carl Zeiss Jena       |
| 44                   | Philipp Bargfrede    | Deutscher            | 03.03.1989           | 2004                 | TuS Heeslingen           |
| Sturm                |                      |                      |                      |                      |                          |
| 7                    | Marko Arnautović     | Österreicher         | 19.04.1989           | 2010                 | Inter Mailand            |
| 9                    | Denni Avdić          | Schwede              | 05.09.1988           | 2011                 | IF Elfsborg              |
| 19                   | Sandro Wagner        | Deutscher            | 29.11.1987           | 2010                 | MSV Duisburg             |
| 24                   | Claudio Pizarro      | Peruaner · Italiener | 03.10.1978           | 2009                 | FC Chelsea               |
| 28                   | Kevin Schindler      | Deutscher            | 21.05.1988           | 1999                 | DTB Delmenhorst          |
| 36                   | Lennart Thy          | Deutscher            | 25.02.1992           | 2007                 | JFV Norden               |
| 43                   | Pascal Testroet      | Deutscher            | 26.09.1990           | 2008                 | FC Schalke 04            |
| 46                   | Onur Ayık            | Deutscher            | 28.01.1990           | 2004                 | SV Viktoria Rethem       |

### FC Schalke 04
| Kader Saison 2010/11 | Kader Saison 2010/11  | Kader Saison 2010/11 | Kader Saison 2010/11 | Kader Saison 2010/11 | Kader Saison 2010/11    |
| Nr.                  | Spieler               | Nat.                 | Geburtsdatum         | bei Schalke seit     | letzter Verein          |
| Torhüter             | Torhüter              | Torhüter             | Torhüter             | Torhüter             | Torhüter                |
| -------------------- | --------------------- | -------------------- | -------------------- | -------------------- | ----------------------- |
| 1                    | Manuel Neuer          | Deutscher            | 27.03.1986           | 1991                 | –                       |
| 33                   | Mathias Schober       | Deutscher            | 08.04.1976           | 2007                 | Hansa Rostock           |
| 36                   | Lars Unnerstall       | Deutscher            | 20.07.1990           | 2008                 | Preußen Münster         |
| Abwehr               |                       |                      |                      |                      |                         |
| 3                    | Sergio Escudero       | Spanier              | 02.09.1989           | 2010                 | Real Murcia             |
| 4                    | Benedikt Höwedes      | Deutscher            | 29.02.1988           | 2001                 | SG Herten-Langenbochum  |
| 5                    | Nicolas Plestan       | Franzose             | 02.06.1981           | 2010                 | OSC Lille               |
| 6                    | Tim Hoogland          | Deutscher            | 11.06.1985           | 2010                 | 1. FSV Mainz 05         |
| 14                   | Kyriakos Papadopoulos | Grieche              | 23.02.1992           | 2010                 | Olympiakos Piräus       |
| 21                   | Christoph Metzelder   | Deutscher            | 05.11.1980           | 2010                 | Real Madrid             |
| 22                   | Atsuto Uchida         | Japaner              | 27.03.1988           | 2010                 | Kashima Antlers         |
| 24                   | Christian Pander      | Deutscher            | 28.08.1983           | 2001                 | Preußen Münster         |
| Mittelfeld           |                       |                      |                      |                      |                         |
| 8                    | Hao Junmin            | Chinese              | 24.03.1987           | 2010                 | Tianjin Teda            |
| 10                   | Ivan Rakitić          | Kroate               | 10.03.1988           | 2007                 | FC Basel                |
| 11                   | Alexander Baumjohann  | Deutscher            | 23.01.1987           | 2010                 | FC Bayern München       |
| 12                   | Peer Kluge            | Deutscher            | 22.11.1980           | 2010                 | 1. FC Nürnberg          |
| 13                   | Lukas Schmitz         | Deutscher            | 13.10.1988           | 2009                 | VfL Bochum              |
| 18                   | Jurado                | Spanier              | 29.06.1986           | 2010                 | Atlético Madrid         |
| 20                   | Vasileios Pliatsikas  | Grieche              | 14.04.1988           | 2009                 | AEK Athen               |
| 23                   | Jermaine Jones        | Deutscher            | 03.11.1981           | 2007                 | Eintracht Frankfurt     |
| 28                   | Christoph Moritz      | Deutscher            | 27.01.1990           | 2009                 | Alemannia Aachen        |
| 30                   | Lewan Qenia           | Georgien             | 18.10.1990           | 2008                 | Lokomotive Tiflis       |
| 32                   | Joel Matip            | Deutscher            | 08.08.1991           | 2000                 | VfL Bochum              |
| Sturm                |                       |                      |                      |                      |                         |
| 7                    | Raúl                  | Spanier              | 27.06.1977           | 2010                 | Real Madrid             |
| 9                    | Edu                   | Brasilianer          | 30.11.1981           | 2010                 | Suwon Samsung Bluewings |
| 17                   | Jefferson Farfán      | Peruaner             | 26.10.1984           | 2008                 | PSV Eindhoven           |
| 19                   | Mario Gavranović      | Kroatien             | 24.11.1989           | 2010                 | Neuchâtel Xamax         |
| 25                   | Klaas-Jan Huntelaar   | Niederländer         | 12.08.1983           | 2010                 | AC Mailand              |
| 26                   | Erik Jendrišek        | Slowake              | 26.10.1986           | 2010                 | 1. FC Kaiserslautern    |

### VfL Wolfsburg
| Kader Saison 2010/11 | Kader Saison 2010/11    | Kader Saison 2010/11 | Kader Saison 2010/11 | Kader Saison 2010/11 | Kader Saison 2010/11 |
| Nr.                  | Spieler                 | Nat.                 | Geburtsdatum         | beim VfL seit        | letzter Verein       |
| Torhüter             | Torhüter                | Torhüter             | Torhüter             | Torhüter             | Torhüter             |
| -------------------- | ----------------------- | -------------------- | -------------------- | -------------------- | -------------------- |
| 1                    | Diego Benaglio          | Schweizer            | 08.09.1983           | 2008                 | Nacional Funchal     |
| 12                   | André Lenz              | Deutscher            | 19.11.1973           | 2004                 | TSV 1860 München     |
| 35                   | Marwin Hitz             | Schweizer            | 18.09.1987           | 2008                 | FC Winterthur        |
| Abwehr               |                         |                      |                      |                      |                      |
| 3                    | Arne Friedrich          | Deutscher            | 29.05.1979           | 2010                 | Hertha BSC           |
| 4                    | Marcel Schäfer          | Deutscher            | 07.06.1984           | 2007                 | TSV 1860 München     |
| 5                    | Réver                   | Brasilianer          | 04.01.1985           | 2010                 | Grêmio Porto Alegre  |
| 16                   | Fabian Johnson          | Deutscher            | 11.12.1987           | 2009                 | TSV 1860 München     |
| 17                   | Alexander Madlung       | Deutscher            | 11.07.1982           | 2006                 | Hertha BSC           |
| 19                   | Peter Pekarík           | Slowake              | 30.10.1986           | 2009                 | MŠK Žilina           |
| 32                   | Sebastian Schindzielorz | Deutscher            | 21.01.1979           | 2008                 | APO Levadiakos       |
| 34                   | Simon Kjær              | Däne                 | 26.03.1989           | 2010                 | US Palermo           |
| 37                   | Sergej Karimow          | Deutscher            | 21.12.1986           | 2007                 | SSV Vorsfelde        |
| 43                   | Andrea Barzagli         | Italiener            | 08.05.1981           | 2008                 | US Palermo           |
| Mittelfeld           |                         |                      |                      |                      |                      |
| 7                    | Josué                   | Brasilianer          | 19.07.1979           | 2007                 | FC São Paulo         |
| 8                    | Thomas Kahlenberg       | Däne                 | 20.03.1983           | 2009                 | AJ Auxerre           |
| 11                   | Cícero                  | Brasilianer          | 26.08.1984           | 2010                 | FC Tombense          |
| 28                   | Diego                   | Brasilianer          | 28.02.1985           | 2010                 | Juventus Turin       |
| 13                   | Makoto Hasebe           | Japaner              | 18.01.1984           | 2008                 | Urawa Red Diamonds   |
| 15                   | Karim Ziani             | Algerier             | 17.08.1982           | 2009                 | Olympique Marseille  |
| 20                   | Sascha Riether          | Deutscher            | 23.03.1983           | 2007                 | SC Freiburg          |
| Sturm                |                         |                      |                      |                      |                      |
| 9                    | Edin Džeko              | Bosnier              | 17.03.1986           | 2007                 | FK Teplice           |
| 18                   | Mario Mandžukić         | Kroate               | 21.05.1986           | 2010                 | Dinamo Zagreb        |
| 21                   | Nassim Ben Khalifa      | Schweizer            | 13.01.1992           | 2010                 | Grasshoppers Zürich  |
| 23                   | Grafite                 | Brasilianer          | 02.04.1979           | 2007                 | UC Le Mans           |
| 24                   | Ashkan Dejagah          | Iraner               | 05.07.1986           | 2007                 | Hertha BSC           |
| 27                   | Alexander Esswein       | Deutscher            | 25.03.1990           | 2008                 | 1. FC Kaiserslautern |
| 31                   | Caiuby                  | Brasilianer          | 14.07.1988           | 2008                 | AD São Caetano       |

### Borussia Mönchengladbach
| Kader Saison 2010/11 | Kader Saison 2010/11  | Kader Saison 2010/11  | Kader Saison 2010/11 | Kader Saison 2010/11 | Kader Saison 2010/11  |
| Nr.                  | Spieler               | Nat.                  | Geburtsdatum         | bei Borussia seit    | letzter Verein        |
| Torhüter             | Torhüter              | Torhüter              | Torhüter             | Torhüter             | Torhüter              |
| -------------------- | --------------------- | --------------------- | -------------------- | -------------------- | --------------------- |
| 1                    | Christofer Heimeroth  | Deutscher             | 01.08.1981           | 2006                 | FC Schalke 04         |
| 21                   | Marc-André ter Stegen | Deutscher             | 30.04.1992           | 1996                 | –                     |
| 30                   | Logan Bailly          | Belgier               | 27.12.1985           | 2009                 | KRC Genk              |
| Abwehr               |                       |                       |                      |                      |                       |
| 2                    | Sebastian Schachten   | Deutscher             | 06.11.1984           | 2007                 | Werder Bremen         |
| 3                    | Filip Daems           | Belgier               | 31.10.1978           | 2005                 | Gençlerbirliği Ankara |
| 4                    | Roel Brouwers         | Niederländer          | 28.11.1981           | 2007                 | SC Paderborn 07       |
| 5                    | Bamba Anderson        | Brasilianer           | 10.01.1988           | 2010                 | FC Tombense           |
| 17                   | Bernhard Janeczek     | Österreicher          | 10.03.1992           | 2008                 | SK Rapid Wien         |
| 20                   | Jean-Sébastien Jaurès | Franzose              | 30.09.1977           | 2008                 | AJ Auxerre            |
| 22                   | Tobias Levels         | Deutscher             | 22.11.1986           | 1999                 | KFC Uerdingen 05      |
| 23                   | Christian Dorda       | Deutscher             | 06.12.1988           | 1996                 | SC Wegberg            |
| 27                   | Jens Wissing          | Deutscher             | 02.01.1988           | 2010                 | Preußen Münster       |
| 31                   | Dante                 | Brasilianer           | 18.10.1983           | 2009                 | Standard Lüttich      |
| Mittelfeld           |                       |                       |                      |                      |                       |
| 8                    | Marcel Meeuwis        | Niederländer          | 31.10.1980           | 2009                 | Roda JC Kerkrade      |
| 11                   | Marco Reus            | Deutscher             | 31.05.1989           | 2009                 | Rot Weiss Ahlen       |
| 13                   | Roman Neustädter      | Deutscher             | 18.02.1988           | 2009                 | 1. FSV Mainz 05       |
| 14                   | Thorben Marx          | Deutscher             | 01.06.1981           | 2009                 | Arminia Bielefeld     |
| 15                   | Patrick Herrmann      | Deutscher             | 12.02.1991           | 2008                 | 1. FC Saarbrücken     |
| 18                   | Juan Arango           | Venezolaner           | 16.05.1980           | 2009                 | RCD Mallorca          |
| 19                   | Gal Alberman          | Israeler              | 17.04.1983           | 2008                 | Beitar Jerusalem      |
| 24                   | Tony Jantschke        | Deutscher             | 07.04.1990           | 2006                 | SC Borea Dresden      |
| 26                   | Michael Bradley       | US-Amerikaner         | 31.07.1987           | 2008                 | SC Heerenveen         |
| Sturm                |                       |                       |                      |                      |                       |
| 9                    | Mike Hanke            | Argentinier           | 05.11.1983           | 2011                 | Hannover 96           |
| 10                   | Igor de Camargo       | Belgier · Brasilianer | 12.05.1983           | 2010                 | Standard Lüttich      |
| 25                   | Mohamadou Idrissou    |                       | 08.03.1980           | 2010                 | SC Freiburg           |
| 29                   | Fabian Bäcker         | Deutscher             | 28.05.1990           | 2004                 | JSG Upland            |
| 40                   | Karim Matmour         | Algerianer            | 25.06.1985           | 2008                 | SC Freiburg           |

### Eintracht Frankfurt
| Kader Saison 2010/11 | Kader Saison 2010/11 | Kader Saison 2010/11 | Kader Saison 2010/11 | Kader Saison 2010/11 | Kader Saison 2010/11 |
| Nr.                  | Spieler              | Nat.                 | Geburtsdatum         | im Verein seit       | letzter Verein       |
| Torhüter             | Torhüter             | Torhüter             | Torhüter             | Torhüter             | Torhüter             |
| -------------------- | -------------------- | -------------------- | -------------------- | -------------------- | -------------------- |
| 1                    | Oka Nikolov          | Mazedonier           | 25.05.1974           | 1991                 | SV Darmstadt 98      |
| 22                   | Ralf Fährmann        | Deutscher            | 27.09.1988           | 2009                 | FC Schalke 04        |
| 26                   | Andreas Rössl        | Deutscher            | 20.02.1988           | 2009                 | TSV 1860 München     |
| Abwehr               |                      |                      |                      |                      |                      |
| 2                    | Patrick Ochs         | Deutscher            | 14.05.1984           | 2004                 | FC Bayern München    |
| 3                    | Nikola Petković      | Serbe                | 28.03.1986           | 2009                 | Roter Stern Belgrad  |
| 4                    | Maik Franz           | Deutscher            | 05.08.1981           | 2009                 | Karlsruher SC        |
| 5                    | Aleksandar Vasoski   | Mazedonier           | 21.11.1979           | 2005                 | Vardar Skopje        |
| 19                   | Habib Bellaïd        | Algerier             | 28.03.1986           | 2010                 | US Boulogne          |
| 23                   | Marco Russ           | Deutscher            | 04.08.1985           | 1996                 | VfB Großauheim       |
| 24                   | Sebastian Jung       | Deutscher            | 22.06.1990           | 1998                 | 1. FC Königstein     |
| 29                   | Chris                | Brasilianer          | 25.08.1978           | 2004                 | FC St. Pauli         |
| 31                   | Georgios Tzavelas    | Grieche              | 26.11.1987           | 2010                 | Panionios            |
| Mittelfeld           |                      |                      |                      |                      |                      |
| 7                    | Benjamin Köhler      | Deutscher            | 04.08.1980           | 2004                 | Rot-Weiss Essen      |
| 8                    | Zlatan Bajramović    | Bosnier              | 12.08.1979           | 2008                 | FC Schalke 04        |
| 11                   | Ümit Korkmaz         | Österreicher         | 17.09.1985           | 2008                 | SK Rapid Wien        |
| 13                   | Ricardo Clark        | Amerikaner           | 10.02.1983           | 2010                 | Houston Dynamo       |
| 14                   | Alex Meier           | Deutscher            | 17.01.1983           | 2004                 | Hamburger SV         |
| 20                   | Sebastian Rode       | Deutscher            | 11.10.1990           | 2010                 | Kickers Offenbach    |
| 27                   | Pirmin Schwegler     | Schweizer            | 09.03.1987           | 2009                 | Bayer Leverkusen     |
| 28                   | Sonny Kittel         | Deutscher            | 06.01.1993           | 2000                 | VfB Gießen           |
| 30                   | Caio                 | Brasilianer          | 29.05.1986           | 2008                 | Palmeiras São Paulo  |
| 33                   | Markus Steinhöfer    | Deutscher            | 07.03.1986           | 2010                 | 1. FC Kaiserslautern |
| 35                   | Marcos Álvarez       | Deutscher            | 30.09.1991           | 2007                 | Kickers Offenbach    |
| 36                   | Marcel Titsch-Rivero | Deutscher            | 02.11.1989           | 2005                 | Spvgg Neu-Isenburg   |
| Sturm                |                      |                      |                      |                      |                      |
| 10                   | Halil Altıntop       | Türke                | 08.12.1982           | 2010                 | FC Schalke 04        |
| 17                   | Martin Fenin         | Tscheche             | 16.04.1987           | 2008                 | FK Teplice           |
| 18                   | Ioannis Amanatidis   | Grieche              | 03.12.1981           | 2005                 | 1. FC Kaiserslautern |
| 21                   | Theofanis Gekas      | Grieche              | 23.05.1980           | 2010                 | Hertha BSC           |
| 25                   | Marcel Heller        | Deutscher            | 12.02.1986           | 2009                 | MSV Duisburg         |
| 34                   | Cenk Tosun           | Deutscher            | 07.06.1991           | 1997                 | SV Raunheim          |

### FC St. Pauli
| Kader Saison 2010/11 | Kader Saison 2010/11 | Kader Saison 2010/11 | Kader Saison 2010/11 | Kader Saison 2010/11 | Kader Saison 2010/11     |
| Nr.                  | Spieler              | Nat.                 | Geburtsdatum         | bei St. Pauli seit   | letzter Verein           |
| Torhüter             | Torhüter             | Torhüter             | Torhüter             | Torhüter             | Torhüter                 |
| -------------------- | -------------------- | -------------------- | -------------------- | -------------------- | ------------------------ |
| 1                    | Benedikt Pliquett    | Deutscher            | 20.12.1984           | 2004                 | VfB Lübeck               |
| 25                   | Mathias Hain         | Deutscher            | 31.12.1972           | 2008                 | Arminia Bielefeld        |
| 26                   | Thomas Kessler       | Deutscher            | 20.01.1986           | 2010                 | 1. FC Köln               |
| 34                   | Arvid Schenk         | Deutscher            | 28.07.1989           | 2009                 | Hansa Rostock            |
| Abwehr               |                      |                      |                      |                      |                          |
| 2                    | Florian Lechner      | Deutscher            | 03.03.1981           | 2004                 | VfB Stuttgart            |
| 4                    | Fabio Morena         | Deutscher            | 19.03.1980           | 2003                 | Hércules CF              |
| 5                    | Carlos Zambrano      | Peruaner             | 10.07.1989           | 2010                 | FC Schalke 04            |
| 6                    | Bastian Oczipka      | Deutscher            | 12.01.1989           | 2010                 | Hansa Rostock            |
| 11                   | Ralph Gunesch        | Deutscher            | 02.09.1983           | 2007                 | 1. FSV Mainz 05          |
| 14                   | Marcel Eger          | Deutscher            | 23.03.1983           | 2004                 | 1. SC Feucht             |
| 16                   | Markus Thorandt      | Deutscher            | 01.04.1981           | 2009                 | TSV 1860 München         |
| 24                   | Carsten Rothenbach   | Deutscher            | 03.09.1980           | 2006                 | Karlsruher SC            |
| 27                   | Jan-Philipp Kalla    | Deutscher            | 06.08.1986           | 2005                 | Hamburger SV             |
| 28                   | Moritz Volz          | Deutscher            | 21.01.1983           | 2010                 | Ipswich Town             |
| 32                   | Davidson Eden        | Deutscher            | 26.03.1988           | 2006                 | SC Vorwärts-Wacker 04    |
| Mittelfeld           |                      |                      |                      |                      |                          |
| 8                    | Florian Bruns        | Deutscher            | 21.08.1979           | 2006                 | Alemannia Aachen         |
| 10                   | Charles Takyi        | Deutscher            | 12.11.1984           | 2009                 | SpVgg Greuther Fürth     |
| 12                   | Timo Schultz         | Deutscher            | 26.08.1977           | 2005                 | Holstein Kiel            |
| 17                   | Fabian Boll          | Deutscher            | 16.06.1979           | 2002                 | 1. SC Norderstedt        |
| 18                   | Max Kruse            | Deutscher            | 19.03.1988           | 2009                 | Werder Bremen            |
| 20                   | Matthias Lehmann     | Deutscher            | 28.05.1983           | 2009                 | Alemannia Aachen         |
| 30                   | Dennis Daube         | Deutscher            | 11.07.1989           | 2008                 | SV Nettelnburg-Allermöhe |
| Sturm                |                      |                      |                      |                      |                          |
| 7                    | Rouwen Hennings      | Deutscher            | 28.08.1987           | 2009                 | Hamburger SV             |
| 9                    | Marius Ebbers        | Deutscher            | 04.01.1978           | 2008                 | Alemannia Aachen         |
| 13                   | Gerald Asamoah       | Deutscher            | 03.10.1978           | 2010                 | FC Schalke 04            |
| 19                   | Richard Sukuta-Pasu  | Deutscher            | 24.06.1990           | 2010                 | Bayer 04 Leverkusen      |
| 22                   | Fin Bartels          | Deutscher            | 07.02.1987           | 2010                 | Hansa Rostock            |
| 23                   | Deniz Naki           | Deutscher            | 09.07.1989           | 2009                 | Rot Weiss Ahlen          |
| 29                   | Nils Pichinot        | Deutscher            | 29.08.1989           | 2009                 | SV Curslack-Neuengamme   |